# Maria Luísa Oliveira

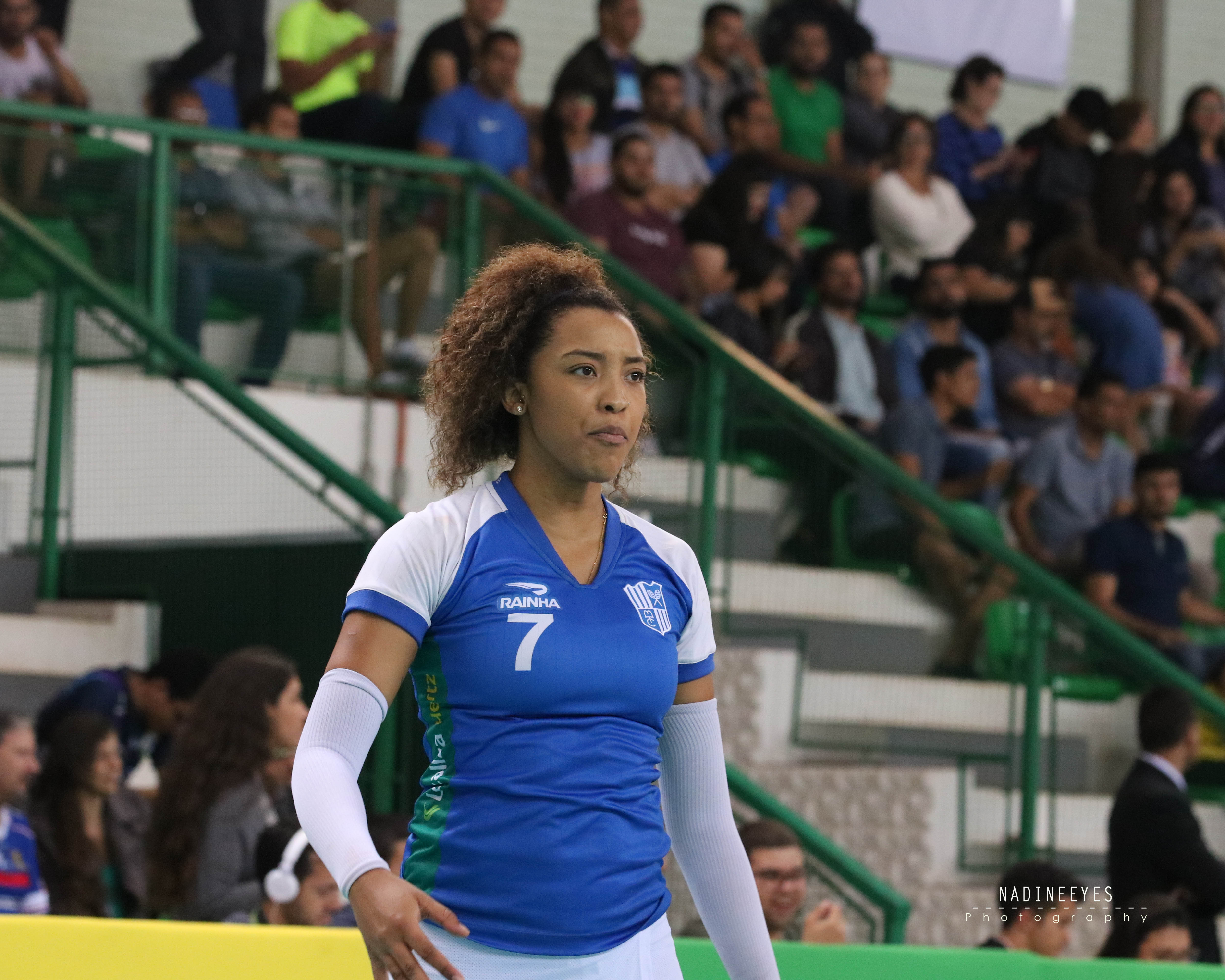
Maria Luísa Oliveira zawodniczką Itambé/Minas

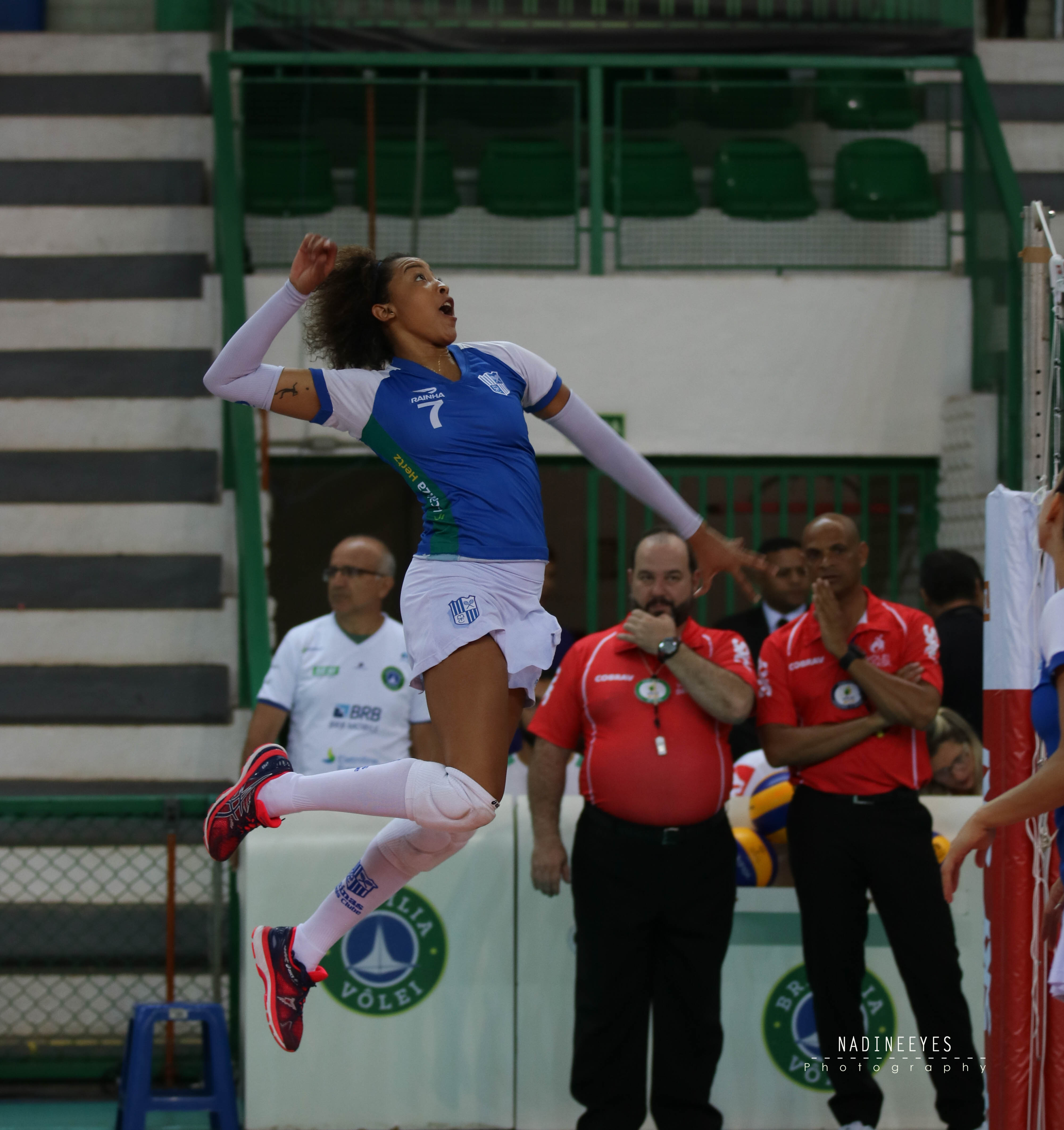
Maria Luísa Oliveira podczas ataku z lewego skrzydła w drużynie Itambé/Minas

Maria Luísa Silva Ramos de Oliveira (ur. 12 grudnia 1992 w Sete Lagoas) – brazylijska siatkarka, grająca na pozycji atakującej. 

## Przebieg kariery
| Lata      | Klub                           |
| --------- | ------------------------------ |
| 2013–2015 | São José dos Campos Vôlei      |
| 2015–2017 | Dentil/Praia Clube             |
| 2017–2018 | Brasília Vôlei                 |
| 2018–2019 | Itambé/Minas                   |
| 2019–2020 | Flamengo                       |
| 2020–2021 | Edremit Belediyespor Aktınoluk |
| 2021–2022 | Joker Świecie                  |
| 2022–     | Göztepe SK                     |

## Sukcesy klubowe
Klubowe Mistrzostwa Ameryki Południowej:
- 2019
- 2017

Mistrzostwo Brazylii:
- 2019
- 2016
- 2017

Klubowe Mistrzostwa Świata:
- 2018

Puchar Brazylii:
- 2019[2]